# Turanga Leela
Turanga Leela è un personaggio immaginario presente nella serie animata statunitense Futurama. È la protagonista femminile della serie.
Doppiata nella versione originale da Katey Sagal, Leela è il capitano della navetta spaziale Planet Express. Il suo nome deriva dall'opera sinfonica di Olivier Messiaen "Sinfonia Turangalîla". 
Leela è una giovane donna mutante, simile a un ciclope, atletica e intelligente, e il capitano dell'astronave da consegna Planet Express, e il grande interesse amoroso di Philip J. Fry. È uno dei pochi personaggi del cast a mostrare abitualmente competenza e capacità di comando e salva regolarmente il resto del cast dal disastro. Tuttavia, soffre di estrema insicurezza perché ha un solo occhio ed è cresciuta come un'orfana vittima di bullismo. Inizialmente convinta di essere un'aliena, più avanti scopre di essere una mutante.
Nell'edizione italiana, su iniziativa del direttore del doppiaggio Giorgio Lopez, il nome del personaggio viene pronunciato così come si scrive in modo da richiamare il soprannome dell'attrice Elena Fabrizi, nota anche come Sora Lella; infatti fino alla settima stagione, in alcuni episodi, Leela viene chiamata "Sora Leela".

## Caratterizzazione

### Concezione
Un primo dossier che Groening ha compilato su Leela elenca alcune delle sue qualità previste: "volitiva, supponente, gentile (quando non combatte), dà ordini, sfortunata in amore, ama le armi, e ama gli animali". Katey Sagal la descrive come una "ragazza in carriera dura e forte che proprio non riesce a farcela nel resto della sua vita... è vulnerabile e dura allo stesso tempo".
Originariamente un agente di collocamento professionale in un laboratorio di criogenia nel 2999, Leela lascia il suo lavoro dopo aver incontrato Fry e Bender. Insieme trovano impiego come equipaggio della Planet Express, un'attività di consegna intergalattica gestita dal lontano parente di Fry, il professor Farnsworth. 

### Design
Oltre al suo unico occhio sovradimensionato, le altre caratteristiche distintive di Leela includono i suoi lunghi capelli viola legati in una coda di cavallo da una crocchia nera e il naso relativamente piccolo. La coda di cavallo è stata inclusa in modo che Leela, come gli altri personaggi principali di Futurama e l'altro cartone animato di Groening I Simpson, fosse riconoscibile nella silhouette. Il solito abbigliamento di Leela consiste in una canotta bianca scollata, leggings neri e stivali grigi al ginocchio. Tuttavia, Leela è considerata attraente e sexy, persino bella da molti come Fry e Zapp Brannigan. Ciò che Leela chiama "questa cosa che indosso al polso" (indicato in un altro episodio come "Lojackimator da polso") è in grado di apportare piccole comodità alla trama, se necessario.

### Personalità
Sebbene sia volitiva e spesso si sente imbarazzata del suo aspetto distintivo, e ad un certo punto decide di sottoporsi a un intervento chirurgico per darle l'impressione di avere due occhi di dimensioni normali, anche se in seguito ha invertito questo aspetto. L'unico occhio di Leela ostacola la sua percezione della profondità ed è talvolta sfruttato per effetti comici, anche se in genere non interferisce con la sua capacità di pilotare la navetta della Planet Express o la sua padronanza delle arti marziali.
Leela è un'ambientalista. In L'amore perduto nello spazio, Leela e l'equipaggio vengono inviati a Vergon 6, un pianeta che sta per crollare a causa dell'estrazione mineraria. La sua missione è salvare gli animali abitanti del pianeta, ma finisce senza successo a causa di un piccolo animale. Leela ne trova solo uno perché ha mangiato il resto degli animali. Questo animale, che lei chiama Mordicchio, diventa il suo animale domestico per il resto della serie.
Intelligente e autorevole, ha molto carattere. Nel corso delle stagioni si apprende che Leela è più complessa di quanto sembri. È nota per la sua estrema sensibilità e personalità senza fronzoli. È una donna testarda che si concentra prima sul lavoro e poi sul divertimento. Rifiuta abitualmente i pervertiti come Zapp Brannigan. Impara spesso dai suoi errori e cerca di correggerli. Non è impulsiva per natura, ma una pianificatrice attenta (ad esempio, è nota per cucinare cene con un mese di anticipo in modo da poter congelare e poi scongelare i pasti secondo necessità). Tende a russare quando dorme.
Nonostante il suo passato travagliato, Leela è gentile e autosufficiente, anche se a volte è impaziente e irascibile. Si preoccupa profondamente per i suoi amici e i suoi cari, oltre a questioni che sente di dover difendere, come la libertà, l'ambiente e gli animali. Tuttavia non esita a usare la forza se crede che la situazione lo richieda. Ha una predilezione per la violenza ed è spesso sarcastica, ma a volte dimostra anche forti istinti materni. È impegnata in una faida costante a bassa intensità con Amy Wong, l'unica altra donna al Planet Express, che più o meno frequentemente la accusa di non essere abbastanza signorile per essere una vera donna, nonostante Leela abbia una forte sensibilità per la dolcezza e le questioni romantiche.

### Abilità
Leela serve come capitano della navetta Planet Express, dimostrando di essere un abile ufficiale e spesso salvando i suoi colleghi meno talentuosi dal pericolo. È una donna intelligente, forte ed equilibrata. 
In quanto mutante, Leela ha un metabolismo peculiare diverso da quello degli umani normali. I mutageni non possono farle del male e sembra resistente a molti veleni, rischi ambientali e malattie.
Leela è un'abile artista marziale, ed esperta di armi e sopravvivenza. È molto atletica e in ottime condizioni fisiche, dato che la maggior parte dei maschi (di qualsiasi specie) sono incapaci di eguagliarla nel combattimento fisico.

## Storia

### Nascita
Leela è nata in una società di mutanti che vivono nei sotterranei di Nuova New York (la New York del 3000), nel 2975.
Per risparmiarle le sofferenze della vita da mutante, i suoi genitori, Morris e Munda, l'abbandonarono sulle gradinate dell'Orfanotrofio Cookieville con un bigliettino scritto in una lingua pseudo-aliena, per fuorviare ogni possibile sospetto sulla sua origine. Da quel momento, perciò, Leela è convinta di essere l'ultima esponente della razza dei Monocoli.
I suoi genitori, però, la tennero sempre sotto controllo e la osservarono in ogni momento della sua vita, finché un giorno vengono scoperti: in quel momento Leela scopre, finalmente, le sue vere origini e capisce di essere una umana mutante. Nell'episodio Il chip delle emozioni, quando Leela era ancora inconsapevole delle sue origini mutanti, scende nelle fogne per recuperare Mordicchio che era stato scaricato nel water da Bender, e nella folla dei mutanti si possono vedere per pochi secondi i veri genitori di Leela che, a quanto pare, fanno la loro prima comparsa nella serie.
È poi doveroso un accenno all'animale domestico di Leela, chiamato Mordicchio, che la mutante trova sul pianeta Vergon 6 e che produce degli escrementi molto pesanti, che servono da carburante per le navette spaziali.
L'infanzia e l'adolescenza di Leela sono molto tormentate, soprattutto a causa del fatto di essere l'unica della sua specie e di sentirsi costantemente sola. Per questo motivo, Leela è spinta a combattere i fenomeni di bullismo, da piccola all'orfanotrofio, e ad imparare il kung-fu da teenager.

### L'inizio dell'attività con laPlanet Express
Diventata adulta, Leela diventa più attraente, anche se possiede un solo occhio, che lei comunque continua a considerare la causa delle sue tormentate relazioni sociali. Il primo lavoro di Leela è come impiantatrice del chip della carriera: qui incontra Fry per la prima volta e, da qui, la sua vita ha una svolta. Fry la convince a lasciare il suo lavoro e a seguirlo sulla navetta spaziale Planet Express, di cui poi diventerà capitano.
Anche la vita amorosa di Leela subisce le conseguenze dell'unico occhio: non è convinta di cosa vuole, non riesce ad impegnarsi in una relazione stabile e sembra quasi sfuggire e rifiutare l'amore. Tra le tante passioni, si ricordano Shawn, che compare soltanto nell'ultima stagione della serie, a cui Leela fa riferimento descrivendolo come "non ambizioso e maleducato, ma con un eccezionale talento per il sassofono", Doug, con il quale Leela cena in un ristorante all'inizio dell'episodio L'amore perduto nello spazio e di cui poi non si sa più niente, Dean Vernon, con il quale ha un appuntamento nell'episodio Università marziana ma che dopo quel giorno non la richiama più, Zapp Brannigan, dal quale è inizialmente attratta per poi provare repulsione nel momento in cui lui l'arresta per violazione tecnica della legge D. O. O. P., e molti altri.

### Rapporto con Fry
Fra le tante conquiste di Leela, però, c'è proprio il compagno di lavoro Philip J. Fry. Durante le prime quattro serie, anche se non sono mai arrivati a combinare nulla di concreto, Leela e Fry hanno parecchi momenti intimi. Molti elementi e situazioni contenuti nei vari episodi, comunque, sembrano indicare che alla fine Fry e Leela riusciranno a fidanzarsi: l'insistenza di Fry, la disponibilità di Leela a dargli sempre nuove possibilità e la capacità di Fry di stupire in continuazione l'amata sono tutti elementi che fanno pensare a una conclusione positiva del loro tormentato rapporto.
Bisognerebbe comunque ricordare che questa conclusione si è in realtà già verificata, anche se solo in una delle digressioni ipotetiche e non reali che abbondano nella serie. Nell'ultima puntata della seconda serie, intitolata Il gioco del "Se fossi" - in cui il prof. Fansworth presenta una invenzione in grado di mostrare cosa accadrebbe a chiunque se qualche aspetto del proprio carattere fosse diverso - alla domanda di Leela sul come sarebbe se fosse più impulsiva, la macchina fa vedere che avrebbe ucciso tutto l'equipaggio ed avrebbe avuto un rapporto sessuale con Fry.
Inoltre, nell'ultima puntata della serie si lascia intuire che alla fine i due avranno una vita insieme.
Inoltre, nell'episodio della terza serie Un amore stellare, durante la quale si verificano degli "sbalzi temporali", Fry riesce finalmente a conquistare Leela e a sposarla, pur senza ricordare come (alla fine dell'episodio si scoprirà che le aveva scritto un messaggio d'amore nel cosmo). I due, tuttavia, divorziano nello sbalzo temporale immediatamente successivo.
La storia tra Leela e Fry sembra finalmente avere un lieto fine nel quarto film di Futurama (Nell'immenso verde profondo), dove si dichiarano amore reciproco e si baciano prima di saltare con la "Planet Express" all'interno di un portale spaziale.
Inoltre nell'episodio Dossi e paradossi in cui Leela e la squadra vengono trasportati in un universo parallelo scopre che il doppio di Fry e di Leela sono felicemente sposati, evento casuale che viene espresso nel lancio di una monetina.
Infine, nella sesta stagione della serie i due personaggi hanno finalmente una relazione sentimentale, anche se la sua intensità varia a seconda degli episodi.
Nell'ultimo episodio della serie Fry e Leela finalmente si sposano e passano il resto della vita insieme (essendo gli unici esseri viventi rimasti sulla terra dato che tutti gli altri sono rimasti bloccati per colpa di un pasticcio temporale causato da un telecomando del tempo progettato dal professore). Quando ormai sono invecchiati ritornano insieme al luogo dove il tempo si è bloccato e ritrovano il professore, il quale (sfuggito grazie a una distorsione spaziotemporale, al blocco del tempo) ripara il telecomando e fa ripartire la vita sulla terra nell'esatto momento in cui si era fermata. Prima di compiere il grande balzo i due innamorati si prendono la mano e si promettono un nuovo giro insieme mentre tornano nel passato.